# Kanton Palinges
Der Kanton Palinges war bis 2015 ein französischer Wahlkreis im Arrondissement Charolles, im Département Saône-et-Loire und in der Region Burgund. Sein Hauptort war Palinges. Vertreter im Generalrat des Départements war von 2000 bis 2015 Paul Pluchaud (UMP).
Der Kanton war 179,20 km² groß und hatte 3815 Einwohner (1999), was einer Bevölkerungsdichte von 21 Einwohnern pro km² entsprach. Er lag im Mittel 292 Meter über Normalnull, zwischen 241 Metern in Saint-Vincent-Bragny und 452 Metern in Martigny-le-Comte.

## Gemeinden
Der Kanton bestand aus sieben Gemeinden:
| Gemeinde                      | Einwohner Jahr | Fläche km² | Bevölkerungsdichte | Code INSEE | Postleitzahl |
| ----------------------------- | -------------- | ---------- | ------------------ | ---------- | ------------ |
| Grandvaux                     | 78 (2013)      | –          | – Einw./km²        | 71224      | 71430        |
| Martigny-le-Comte             | 425 (2013)     | –          | – Einw./km²        | 71285      | 71220        |
| Oudry                         | 401 (2013)     | –          | – Einw./km²        | 71334      | 71420        |
| Palinges                      | 1.528 (2013)   | –          | – Einw./km²        | 71340      | 71430        |
| Saint-Aubin-en-Charollais     | 489 (2013)     | –          | – Einw./km²        | 71388      | 71430        |
| Saint-Bonnet-de-Vieille-Vigne | 199 (2013)     | –          | – Einw./km²        | 71395      | 71430        |
| Saint-Vincent-Bragny          | 1.024 (2013)   | –          | – Einw./km²        | 71490      | 71430        |

## Bevölkerungsentwicklung
| 1962 | 1968 | 1975 | 1982 | 1990 | 1999 | 2007 |
| ---- | ---- | ---- | ---- | ---- | ---- | ---- |
| 4317 | 4492 | 4240 | 4057 | 4025 | 3815 | 3947 |